# Кинопередвижка

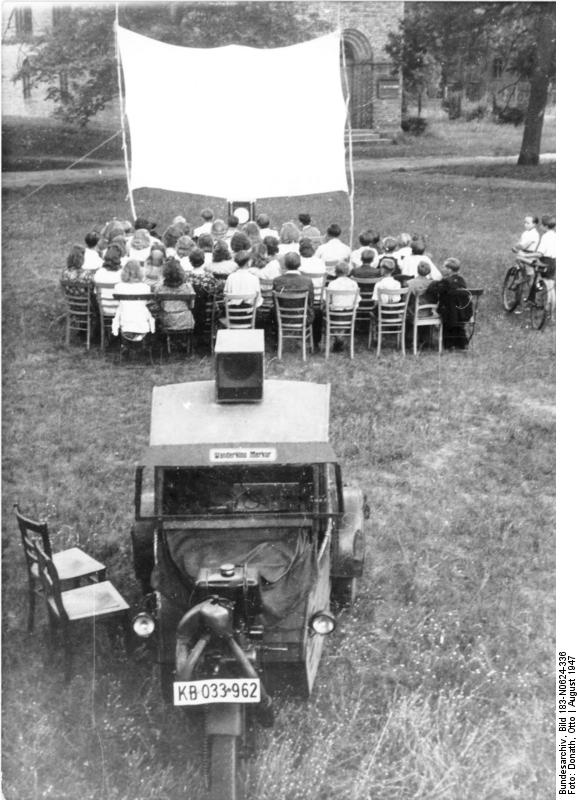
Мотоциклетная кинопередвижка перед киносеансом. 1947 год

Кинопередвижка — портативная киноустановка, предназначенная для демонстрации немых и звуковых кинофильмов на открытых площадках и в помещениях, не приспособленных специально для кинопоказа. Большинство кинопередвижек были рассчитаны на 16-мм киноплёнку, однако выпускались и 35-мм портативные установки для показа обычных и кашетированных фильмов.
Часто «кинопередвижкой» называют автомобиль, оснащённый портативной киноустановкой, перевозимой по различным населённым пунктам.

## Историческая справка
В период начального развития кинематографа стационарных киноустановок не существовало: аппарат «Синематограф», пригодный в качестве съёмочного, кинокопировального и проекционного устройств, перемещался вместе с «киномехаником» по разным городам. Одним из способов привлечения публики на киносеанс была киносъёмка на улицах города, результаты которой демонстрировались вечером её участникам. Считается, что кинопередвижки сыграли неоценимую роль в пропаганде киноискусства. Одна из первых в СССР звуковых кинопередвижек «Гекорд» К-25 начала выпускаться на ГОМЗ в 1936 году.
По мере распространения кинематографа обнаружилась высокая пожароопасность киноплёнки, в качестве подложки для которой использовалась нитроцеллюлоза. Серия крупных пожаров с человеческими жертвами заставила пересмотреть правила кинопоказа. Киноустановки стали размещать в специально оборудованном помещении, изолированном от зрительного зала, а кинопроекторы и проекционные окна начали оснащать специальными противопожарными заслонками. Строгие требования безопасности исключали кинопоказ в неприспособленных помещениях. Ситуация изменилась после появления узкоплёночного кинематографа с безопасной киноплёнкой на подложке из диацетата целлюлозы. Негорючая основа позволила упростить правила пожарной безопасности для кинопередвижек и стационарных киноустановок. После всеобщего запрета на выпуск нитратной киноплёнки в 1952 году, ацетатную подложку получили и 35-мм фильмокопии.
Кинопередвижки оказались особенно эффективны в сельской местности и малонаселённых районах, где строительство стационарных кинотеатров невыгодно. Передвижная киноустановка могла обслуживать большие территории, охватывая практически всё население. В СССР кинопередвижкам отводилась большая роль в идейно-политической и научно-культурной пропаганде. До широкого распространения телевидения просмотр кинофильмов в передвижных кинотеатрах был одной из немногих доступных в сельской местности форм массового досуга. Кинопередвижки оставались актуальными вплоть до того, как личный телевизор стал массовым, а телевещание начали вести и в сельской местности. Появление бытовых видеомагнитофонов привело к сокращению передвижных установок, требующих квалифицированного обслуживания. В СССР этот период пришёлся на конец 1980-х годов. В настоящее время кинопередвижки продолжают ограниченно использоваться в малонаселённых регионах, не охваченных кинофикацией.

## Технические особенности

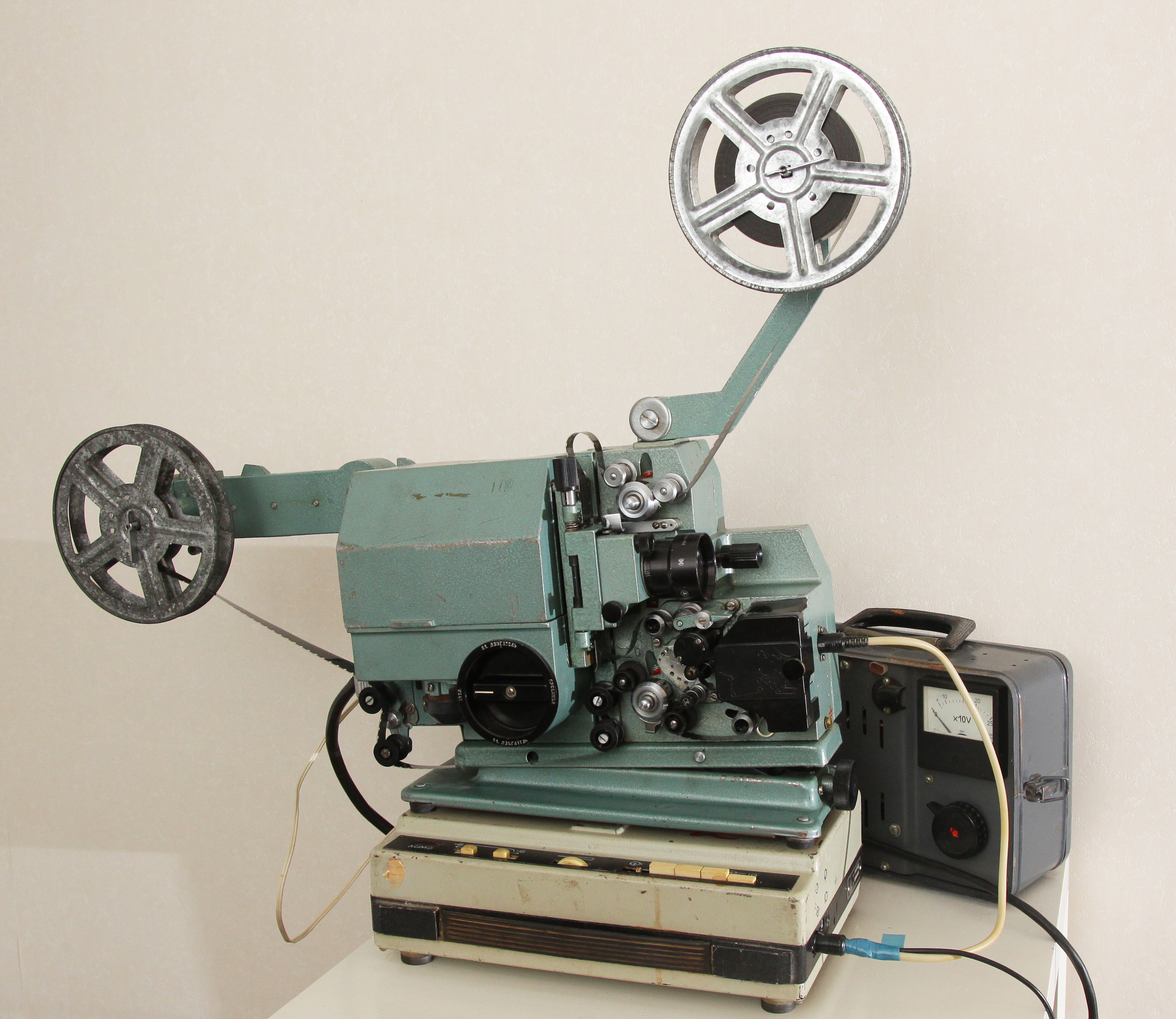
Советская кинопередвижка «Украина-5», в которую входят кинопроектор П16П1, усилитель звука 6У-34, автотрансформатор КАТ-16, громкоговоритель и экран

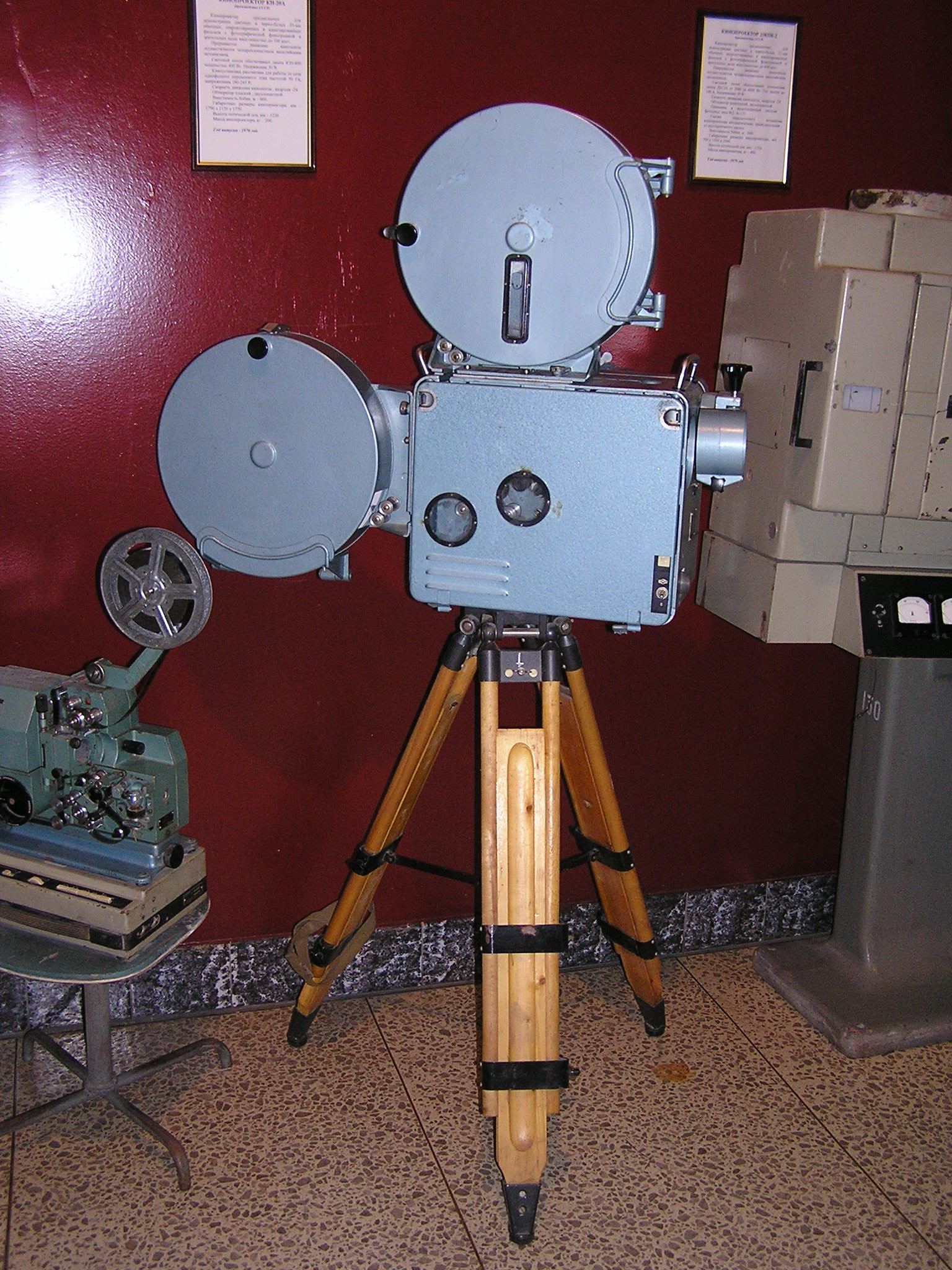
35-мм кинопередвижка «КН-20А» на штативе

Особенности эксплуатации передвижных киноустановок предъявляли особые требования к составляющей их аппаратуре. В отличие от стационарных кинопроекторов, монтировавшихся на тяжёлой прочной станине, передвижные устанавливались на штатив или другую временную опору. Кроме того, в кинопередвижку входит лишь один пост кинопроекции, что приводит к необходимости перезарядки частей полнометражных фильмов. Наиболее распространённым форматом кинопередвижек стала 16-мм киноплёнка, фильмокопии на которой в пять с половиной раз легче, чем на стандартной 35-мм плёнке. Кроме того, узкая киноплёнка позволяет сократить число перезарядок до одной: полнометражный фильм помещается на двух 600-метровых бобинах. 
Большинство 35-мм кинопередвижек были рассчитаны на классический формат фильмокопий, допуская при этом демонстрацию кашетированных фильмов. Анаморфотные насадки для кинопередвижек не выпускались, поскольку широкоэкранные фильмы специально перепечатывались для местной киносети в классическом по технологии пансканирования. Небольшая аудитория кинопередвижек не требовала высокой световой эффективности, и предназначенные для этого кинопроекторы оснащались вместо энергоёмких угольной дуги или ксеноновой лампы более экономичными лампами накаливания специальной конструкции. Такая конструкция позволяла эксплуатировать установку в местностях с маломощной электросетью или от автономного бензинового генератора, входившего в состав передвижки. 
Звукоусилительное оборудование также отвечало требованиям компактности и низкой энергоёмкости, обеспечивая простейший одноканальный звук. Как правило, весь комплект кинопередвижек упаковывался в специальные чемоданы для более удобной перевозки и предохранения от дорожной тряски. Простота эксплуатации аппаратуры кинопередвижек и сравнительная компактность позволяли использовать её и в стационарных условиях для небольших аудиторий. Например, передвижные киноустановки «Украина» и «Школьник» часто устанавливались в школах и техникумах, обеспечивая нормальные условия просмотра учебных кинофильмов. Два 35-мм кинопроектора, по одному входящие в кинопередвижку КН-11, составляли стационарную двухпостную киноустановку КН-12.
Современные кинопередвижки основываются на технологиях цифрового кино.

## Оборудование кинопередвижки
Обычно в состав передвижной киноустановки входят:
- Кинопроектор с системой чтения оптических или магнитных фонограмм;
- Усилитель звуковых частот;
- Громкоговорящее устройство;
- Автотрансформатор для питания проектора, усилителя и звукочитающей лампы;
- Сворачивающийся кинопроекционный экран;
- Устройство для перемотки киноплёнки;
- Склеечный пресс;

Типичная суммарная электрическая мощность, необходимая для работы кинопередвижки, составляет 600—700 Ватт для 35-мм оборудования и около 300—500 Ватт для 16-мм фильмов.
Масса комплекта — 100—110 кг для 35-мм и от 11 (например, на основе киноустановки «Радуга») до 70 кг для 16-мм фильмов.
Для перемещения кинопередвижки с одного места на другое чаще всего пользуются автотранспортом, реже другими видами транспорта. В отдельных случаях создаются специальные автокинопередвижки на базе грузовиков или автобусов.

## В искусстве
Образ кинопередвижки был настолько узнаваем, что стал частью сюжета многих художественных фильмов:
- «Королева бензоколонки» — в главную героиню влюблен киномеханик на микроавтобусе с киноустановкой.
- «Мимино» — главный герой возит кинопроектор на вертолёте, совмещая функции пилота местных линий и кинопередвижки.
- «Спящий лев» — одна из героинь фильма работает киномехаником.
- «Кинопередвижка» — фильм 2009 года о работе советской кинопередвижки в Трансильвании 1960-х годов.